# Mùa Giáng sinh

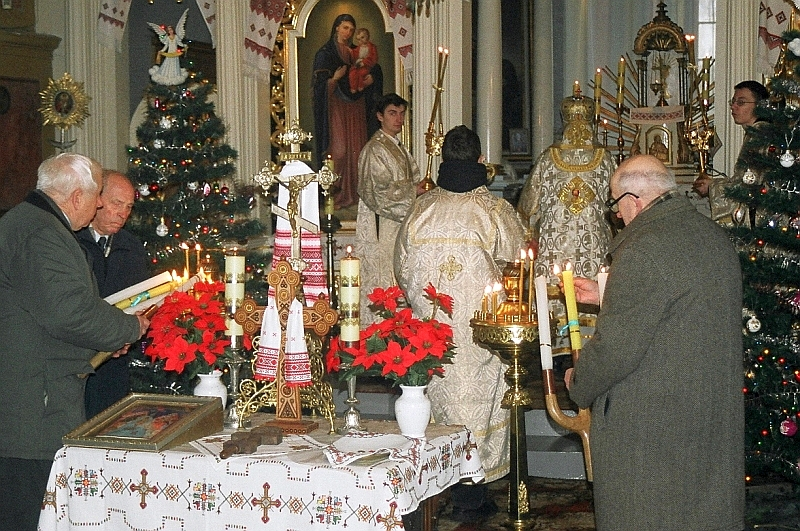
Một miếng vải hay cây nến màu trắng cho thấy mùa phụng vụ là mùa Giáng Sinh.

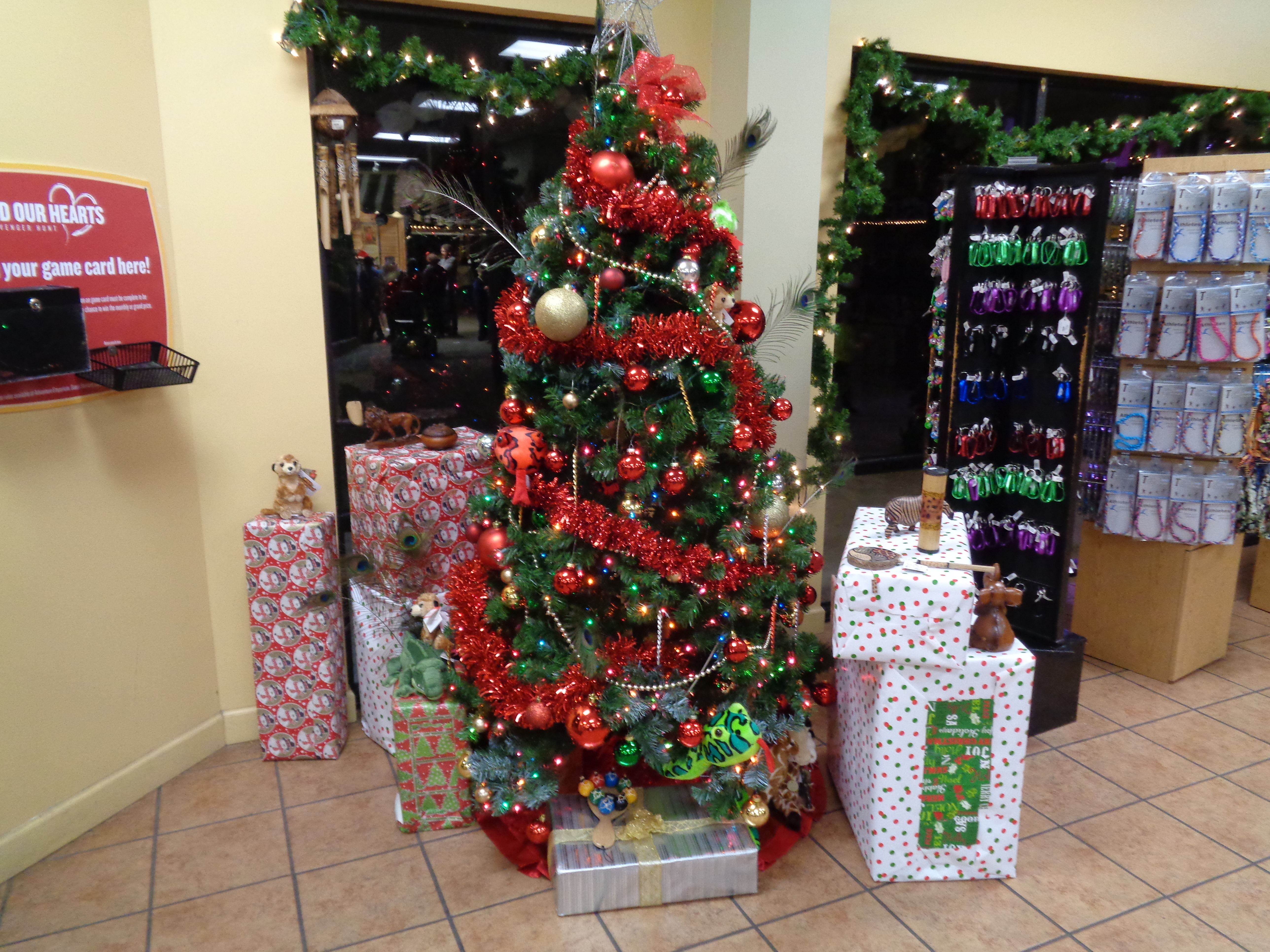
Cây Giáng sinh trang trí trong một cửa tiệm.

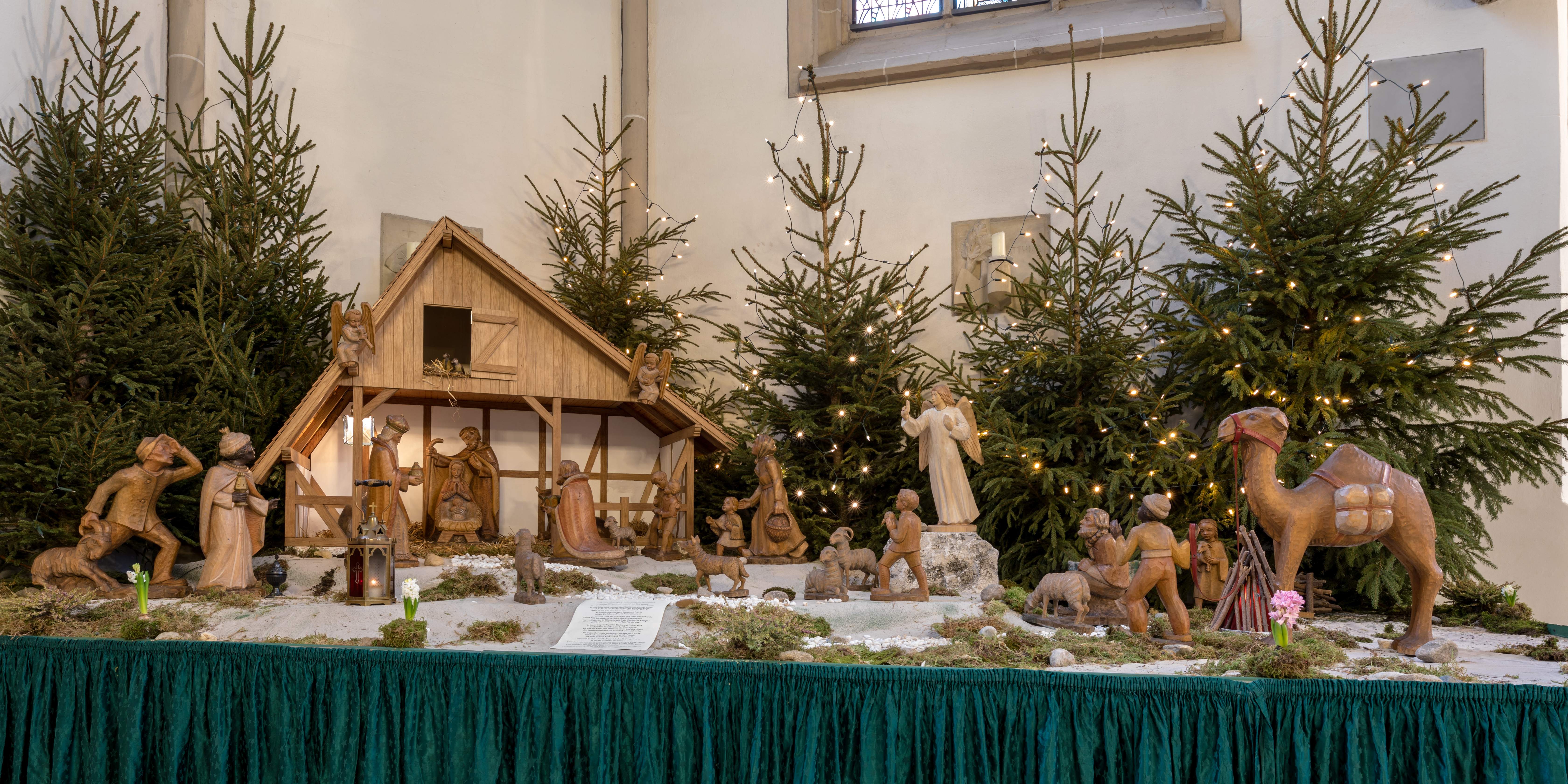
Tiểu cảnh Giáng sinh bằng gỗ

Mùa Giáng sinh là một giai đoạn trong năm phụng vụ Kitô giáo theo sau Mùa Vọng. Nó bắt đầu từ ngày Lễ Giáng Sinh (25 tháng 12) đến hết ngày 5 tháng 1, tùy theo từng truyền thống, có thể bao gồm cả ngày 6 tháng 1 với lễ Hiển Linh (theo Kitô giáo Tây phương) hoặc lễ Chúa Giêsu chịu phép rửa (theo Kitô giáo Đông phương). Mùa Giáng Sinh cử hành mừng sự kiện Chúa Giêsu Giáng Sinh. Thời gian này thường được gọi là "12 ngày mùa Giáng Sinh" (Twelve Days of Christmas). Màu sắc thường dùng trong phụng vụ là màu trắng.
Một vài giáo phái như Phong trào Giám Lý xem mùa Giáng sinh là từ hoàng hôn ngày 24 tháng 12 đến ngày 6 tháng 1, bao gồm luôn cả Lễ Hiển linh (6 tháng 1).  Từ năm 1969, Nghi thức Rôma của Giáo hội Công giáo đã mở rộng mùa Giáng sinh thêm một số ngày, bao gồm cả Chủ nhật sau Lễ Hiển Linh hoặc sau ngày 6 tháng Giêng, nghĩa là bao gồm cả lễ Chúa Giê Su chịu phép rửa tội.
Đối với hầu hết các giáo phái Kitô giáo, chẳng hạn như Giáo hội Giám lý Thống nhất (Hoa Kỳ) và Giáo hội Công giáo, mùa Giáng sinh bắt đầu vào đêm 24 tháng 12, đêm trước Lễ Giáng sinh vào lúc mặt trời lặn hoặc lần cầu nguyện lúc chiều tối. Tiếp sau mùa Giáng sinh, theo lịch phụng vụ Công giáo là bắt đầu mùa thường niên, nhưng đối với vài giáo phái khác như là Giáo hội Anh hay là phong trào Giám Lý, là bắt đầu mùa Hiển linh.
Có nhiều lễ kỷ niệm trong mùa Giáng sinh, bao gồm lễ Giáng sinh (25 tháng 12); Ngày của Thánh Stêphanô, tử đạo (26 tháng 12);  Ngày kính Thánh Gioan Tông đồ  (27 tháng 12); Ngày Các Thánh Anh Hài (28 tháng 12); lễ kính Thánh gia (gia đình Chúa Giê Su) (Chủ nhật sau lễ Giáng Sinh);  Giao thừa (31 tháng 12); Lễ Chúa Kitô chịu cắt bì, Lễ trọng Đức Maria, Mẹ Thiên Chúa và ngày đầu năm mới (1 tháng 1); cũng như Đêm trước Lễ Hiển linh hay là Đêm thứ Mười hai (tối ngày 5 tháng 1); và tùy tôn giáo có thể bao gồm cả lễ Chúa Giê Su chịu phép rửa tội (chủ nhật sau lễ Hiển linh). Phong tục mùa Giáng sinh bao gồm hát đồng ca thánh ca, tặng quà, chiêm nghiệm Giáng sinh, tham dự các dịch vụ nhà thờ và giáo hội, và ăn thức ăn đặc biệt, chẳng hạn như bánh Giáng sinh.
Ở khía cạnh xã hội thế tục, mùa Giáng Sinh thường bắt đầu từ ngày Lễ Tạ Ơn của các quốc gia phương Tây và kéo dài đến ngày Tết Dương lịch. Trong đó, giai đoạn trước Lễ Giáng Sinh là khoảng thời gian đẩy mạnh việc kinh doanh, chi tiêu mua sắm, tặng quà; giai đoạn sau Lễ Giáng Sinh là khoảng thời gian chuẩn bị cho năm mới.